# .pt

pt. پسوند دامنه اینترنی مربوط به کشور پرتغال

‎.pt‏ دامنه اینترنتی اختصاص داده شده به کشور پرتغال است.